# Stammehertugdømme
Stammehertugdømmerne var en regional inddeling af det daværende Østfranken (det senere Vesttyskland) i tiden omkring år 1000.
Efter rigsdelingen i Verdun i 843 var der fem stammehertugdømmer:
- Stammehertugdømmet Sachsen, reelt opløst i 1180, formelt i 1296.
- Stammehertugdømmet Baiern, opløst i 1180.
- Stammehertugdømmet Schwaben]
- Stammehertugdømmet Franken i den midterste del af Tyskland.
- I 908 mistede Thüringen sin status som det femte stammehertugdømme. Her fik markgreverne af Meissen og greverne af Weimar efterhånden en stor magt. Thüringen havde en blandet befolkning af tyskere og slavere (Sorbere).

## Lothringen
I 959 opstod der to nye hertugdømmer, hovedsageligt i nutidens Belgien og i det nordøstlige Frankrig. Mindre dele af de nye hertugdømmer lå i nutidens Luxembourg og i Tyskland.
De nye stater var Nedre Lothringen (Belgien med mere) og Øvre Lothringen (en forløber for nutidens Lorraine). De to nye hertugdømmer fik efterhånden status som en slags stammehertugdømmer i det Det tysk-romerske Rige.

## Frisernes land og Thüringen
På grund af den frisiske frihed blev frisernes områder holdt udenfor inddelingen i stammehertugdømmer. 
I 531 blev Thüringen delt mellem Sachsen og Franken. Herefter eksisterede det ældre stammehertugdømme fra 632 til 719, mens det yngre stammehertugdømme blev oprettet i 849 og nedlagt i 908.
Efter 908 havde forskellige grever og markgrever havde stor indflydelse. I perioder blev markgreverne af Meissens land kaldt for Mark Thüringen, Markgrevskabet Thüringen eller Landgrevskabet Thüringen.
Efter 908 havde Thüringen en særlig status, men landet blev ikke længere anerkendt som et stammehertugdømme.